# Ochotnicza Straż Pożarna w Polnej
Ochotnicza Straż Pożarna w Polnej – jednostka ochotniczej straży pożarnej w Polnej w województwie małopolskim. Organizacja społeczna, powołana do życia w 1910 roku, zrzeszona w Związku Ochotniczych Straży Pożarnych RP.

## Historia
Jednostkę Ochotniczej Straży Pożarnej w Polnej utworzono 9 stycznia 1910 roku. Do powstania jednostki przyczyniły się dwa wielkie pożary w miejscowości, które wybuchły w gospodarstwie Bartłomieja Popardowskiego i Antoniego Wilka. Pożary te skłoniły działaczy z miejscowego kółka rolniczego do powołania OSP w Polnej (1910). Wielkim zwolennikiem i propagatorem powstania straży był Wojciech Pierzchała – kierownik miejscowej szkoły podstawowej (oraz sekretarz koła rolniczego). Początkowo straż liczyła 16 osób. Na wyposażenie dostali mundury (z szarego drelichu), hełmy oraz toporki. Komendanta wyposażono dodatkowo w szpadę oraz trąbkę. Pierwszym komendantem został Wojciech Pierzchała, prezesem natomiast ks. Dominik Urban – proboszcz parafii i wielki społecznik.
W 1911 r. zakupiono sikawkę ręczną oraz inne niezbędne dla jednostki przybory z funduszy kółka rolniczego. 17 listopada 1935 obok potoku Polnianka wybudowano i otwarto remizę strażacką. Budynek otrzymał imię ppłk. Witolda Czachowskiego; w marcu (1935) przy OSP zaczął działać oddział żeński. W okresie okupacji hitlerowskiej OSP wciąż działała (choć z ograniczeniami), po odzyskaniu niepodległości w 1945 straż ożyła i zaczęła prężnie działać. 26 czerwca 1960 r. OSP Polna świętowała jubileusz 50-lecia. Został zakupiony wóz konny oraz motopompa spalinowa typu M-400 i węże ssawne i tłoczne. Mieszkańcy ufundowali nowy sztandar. Wóz konny z czasem dopasowano do ciągnika rolniczego. W 1962 wybudowano zbiornik wodny (w Bugaju).
Rok 1974 to wybuch wielkiego pożaru i jedna z największych wtedy akcji miejscowej jednostki. Na linii kolejowej Stróże – Jasło wykoleiła się cysterna z paliwem doprowadzając do wybuchu pożaru. Płonęła duża część potoku Polnianka, zagrożone było wiele gospodarstw w tym miejscowa strażnica.
Rok 1982 – Urząd Gminy w Grybowie przyznał jednostce pierwszy wóz bojowy. W 1984 r. został wybudowany nowy zbiornik wodny w centrum wsi (obok plebanii). W kolejnym roku (1985) odbył się jubileusz 75-lecia z poświęceniem nowego sztandaru.
Od 1986 zaczęto gromadzić materiały na budowę nowej strażnicy, która miała zostać dobudowana do budynku wiejskiego zlokalizowanego w centrum wsi. W 1991 rozpoczęto budowę. Wmurowano kamień węgielny i poświęcenia fundamentów dokonał miejscowy proboszcz ks. Stanisław Szałda. 3 maja 1994 r. obchodząc Dzień Strażaka oddano do użytku nowy budynek. Budynek powstał przy udziale samych strażaków oraz finansowego wsparcia m.in.: miejscowego kółka rolniczego, rady sołeckiej oraz zarządu miejsko-gminnego ZOSP RP w Grybowie oraz Gminie Grybów. Po 2001 roku dokonano budowy nowego zbiornika wodnego oraz dokonano modernizacji budynku remizy. 16 marca 2007 roku zakupiono nowy wóz bojowy w Chełmnie (z Europy Zachodniej). Zakup wozu dofinansowało miejscowe kółko rolnicze oraz Urząd Gminy Grybów. Wóz został włączony do oddziału bojowego 3 maja 2007 r. oraz poświęcony razem z kapliczką św. Floriana (patrona strażaków) przez ówczesnego proboszcza parafii Polna – ks. prał. Władysława Szczerbę. 29 maja 2010 r. OSP Polna świętowała Jubileusz 100-lecia miejscowej straży z poświęceniem nowego sztandaru. 2 maja 2023 r. podczas Gminnych obchodów Dnia Strażaka (w Stróżach) został przekazany nowy (używany) samochód ratowniczo-gaśniczy, poświęcony przez ks. Piotra Abrama – proboszcza poleńskiej parafii. Jak każda jednostka strażacka działa w myśl zasady: Bogu na chwałę ludziom na ratunek.

## Sztandar
- 25 maja 1919 r. uroczystość poświęcenia pierwszego sztandaru (nie zachował się do dziś)
- 1985 – jubileusz 75-lecia OSP Polna z poświęceniem i nadaniem nowego sztandaru, z odznaczeniem złotego medalu Za zasługi dla pożarnictwa
- 29 maja 2010 – jubileusz 100-lecia jednostki; nadanie nowego sztandaru

## Baza techniczna

### Remiza strażacka
Siedziba jednostki znajduje się w centrum Polnej, strażnica połączona jest z filią Gminnego Ośrodka Kultury w Polnej.

### Samochody
- Star 20 (rok produkcji 1952) – pierwszy wóz bojowy od roku 1982
- Jelcz – używany i wyremontowany, oddany do użytku 3 maja 1998 r.
- Magirus-Deutz 170D11 z napędem 4x4; zbiornikiem wodnym 2400 litrów (oddany do użytku 3 maja 2007)[2]
- Steyr – od 2022 r. obecny wóz (przekazany od OSP Stróże)[5]

## Działalność sportowa i kulturalna
Miejscowa Ochotnicza Straż Pożarna promuje i włącza się w działania społeczne oraz bierze udział w świętach strażackich, gminnych, państwowych i kościelnych. Miejscowa OSP promuje wśród dzieci i młodzieży bezpieczny i zdrowy styl życia organizując m.in. pokazy, gry i zabawy oraz „Strażacki Dzień Otwarty” przybliżający pracę strażaka oraz wyposażenia remizy i samochodu. Ochotnicy co roku sprawdzają swoją sprawność podczas zawodów sportowo-pożarniczych dla jednostek z miasta i gminy Grybów.